# Kuzněcov NK-8
NK-8 byl dvouproudový motor s nízkým obtokovým poměrem vyvinutý v konstrukční kanceláři Kuzněcov. Poskytoval tah okolo 90 kN a používal se v letounech Iljušin Il-62 a Tupolev Tu-154A a B.
NK-8 je dvouhřídelový dvouproudový motor vybavený obracečem tahu. Kompresor je axiální. Skládá z dvoustupňového dmychadla, dvou nízkotlakých a šesti vysokotlakých stupňů. Spalovací komora je prstencová. Turbína je axiální, třístupňová, reaktivní, skládá se z jednostupňové vysokotlaké turbíny a dvoustupňové nízkotlaké turbíny. Obraceč tahu je umístěn za směšovací komorou před výstupní částí výtokové trysky.
Sériová výroba probíhala v letech 1964 až 1969.

## Varianty
- NK-8-4
- NK-8-2
- NK-8-2U

## Specifikace (NK-8-2)

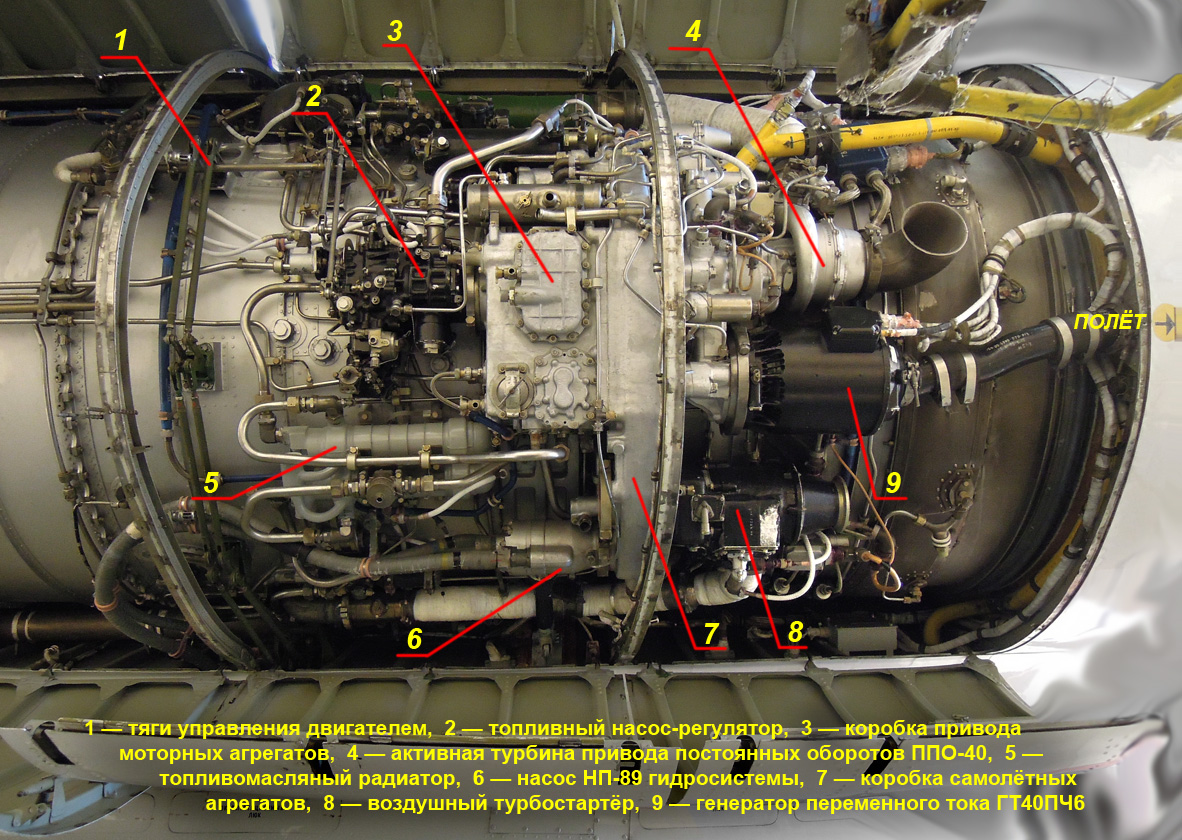
Popis některých části (rusky)

Data pocházejí z  Jane's all the World's Aircraft 1982–83.

### Technické údaje
- Typ: dvouhřídelový dvouproudový motor
- Délka: 4 762 mm
- Průměr: 1 442 mm
- Hmotnost suchého motoru: 2 100 kg

### Součásti
- Kompresor: Axiální, 2 stupně dmychadla, 2stupňový nízkotlaký, 6stupňový vysokotlaký
- Spalovací komora: prstencová
- Turbína: jednostupňová vysokotlaká, 2stupňová nízkotlaká

### Výkony
- Maximální tah: 93,2 kN, vzletový výkon
- Celkový poměr stlačení: 10,8
- Obtokový poměr: 1
- Měrná spotřeba paliva: 21.,3 mg/Ns (0,76 lb/hr/lb st) v 11 000 m při cestovní rychlosti
- Poměr tah/hmotnost: 4,53